# Nobiliário Sul-Riograndense
Nobiliário Sul-Riograndense é um livro de 1937 de autoria do escritor Mário Teixeira de Carvalho.
O livro é considerado uma das maiores obras da genealogia gaúcha, retratando e descrevendo a heráldica e a biografia da nobreza, com titulares naturais do Rio Grande do Sul e alguns nascidos em Portugal, porém, radicados no estado, entre estes, os  Barões de Alegrete, Bagé, Batovi, Camaquã, Guaíba, Itapevi, Irapuá, Rio Pardo, Saicam, São Borja, São Simão, o Visconde de São Leopoldo, os Condes de Rio Pardo, São Simão, entre outros.
Sua primeira edição foi impressa nas oficinas gráficas da Livraria do Globo e seus desenhos foram confeccionados a bico de pena.